# Lago Sylvan (Alberta)
O lago Sylvan é um lago localizado no centro da província de Alberta, Canadá. A cidade turística de Sylvan Lake está estabelecida nas margens do lago, a oeste da cidade de Red Deer. Ao redor do lago existem outras pequenas comunidades, como é o caso de: Sunbreaker Cove, Birchcliff, Crystal Springs, Norglenwold, Half Moon Bay e Jarvis Bay.
O lago Sylvan é uma das zonas mais populares de lazer de Alberta, com mais de 1,5 milhões de visitantes por ano. As atividades de lazer aqui realizadas, carácter recreativo incluem canoagem, corridas de Barco Dragão, natação, windsurf, esqui aquático no verão e pesca no gelo, patinagem e surfista durante os meses de inverno.
Os rápidos Waterslides, que se encontram nas margens do lago, são um dos maiores parques aquáticos de Alberta.
O Parque Provincial de Sylvan e o Parque Provincial de Jarvis Bay, encontram-se nas costas ocidental e oriental respectivamente.
Trata-se de um lago mesotrófico com uma área total de 42,8 km2 e uma profundidade máxima de 18,3 m (60 pés). Encontra-se a uma altitude de 974 m (3196 pés).